# Money Money 2020 Part II: We Told Ya So!
Money Money 2020 Part II: We Told Ya So! è il secondo album in studio del gruppo musicale statunitense The Network (progetto parallelo dei Green Day). Il disco è stato pubblicato nel 2020.

## Tracce
1. The Prophecy – 1:39
2. Theory of Reality – 1:38
3. Trans Am – 1:59
4. Asphyxia – 1:56
5. Fentanyl – 2:58
6. Ivankkka Is a Nazi – 3:03
7. Digital Black – 3:19
8. Flat Earth – 2:16
9. Degenerate – 2:24
10. Pizzagate – 0:47
11. Carolina's Ultimate Netflix Tweet – 1:29
12. Respirator – 1:54
13. Squatter in My Flat – 0:54
14. That's How They Get You – 2:25
15. Tarantula – 1:46
16. Cancer Is the New Black – 3:00
17. The Stranger – 1:37
18. Hey Elon – 1:17
19. Popper Punk – 2:58
20. Jerry Falwell's Pool Party – 3:24
21. Heard Immunity – 2:01
22. Time Capsule – 2:03
23. Threat Level Midnight – 2:15
24. Amnesia Vagabond – 2:08
25. Art of the Deal with the Devil – 3:33

## Formazione
- Fink - voce, chitarra, cori, batteria
- Van Gough - voce, basso, cori
- The Snoo - batteria, voce
- Balducci - chitarra
- Z - tastiera, keytar, cori
- Captain Underpants - tastiera